# دونالد ديكي
دونالد ديكي (بالإنجليزية: Donald Dickie)‏ هو لاعب كرة قدم أسترالية نيوزيلندي، ولد في 8 مايو 1972 في نيوزيلندا.

## وصلات خارجية
- دونالد ديكي على موقع AustralianFootball.com (الإنجليزية)
- دونالد ديكي على موقع AFLtables.com (الإنجليزية)